# Dacia Lăstun
O Dacia 500 Lăstun era um automóvel citadino fabricado pela Tehnometal, em Timișoara, sob a marca automotiva Dacia. O nome deriva do romeno para andorinha-dos-beirais, um pequeno pássaro parente das andorinhas.

## História
O Lăstun foi um carro romeno de baixo custo para transporte urbano feito entre 1988 e 1991, apresentando um motor de dois cilindros refrigerado a ar de 499 cc, produzindo 22,5 CV (16,5 kW), consumo de combustível de 30,3 km/l, velocidade máxima de 106 km/h e carroceria em fibra de vidro semelhante à do Lancia Y10. Um protótipo de carroceria esticada do 500 Lăstun foi exibido na feira comercial de Bucareste de 1989. Outro protótipo do início da década de 1990 apresentava calotas, pára-choques na cor da carroceria e apoios de cabeça.
O Lăstun foi comercializado com o slogan publicitário "Un Autoturism de Actualitate" (Um Veículo Contemporâneo).
A produção continuou até 1992. Devido ao seu tamanho, o Lăstun era principalmente um citadino, adequado para uso como segundo carro. Em 1989, os carros receberam luzes laterais e, em 1991, o Lăstun foi levemente reestilizado na frente, sendo a única modificação um novo capô com grade inteiriça. Além disso, o pequeno motor de 0,5 L teve algumas avarias no carburador, o que elevou o consumo médio de gasolina para quase 11,1 km/l, tornando o carro menos econômico do que a longa série Dacia 1300.
A Technometal fabricou um total de 6.532 veículos.